# Richard Oribe
Richard Oribe Lumbreras (San Sebastián, 22 de febrero de 1974) es un deportista español que compitió en natación adaptada. Ganó dieciséis medallas en los Juegos Paralímpicos de Verano entre los años 1996 y 2012.

## Palmarés internacional
| Juegos Paralímpicos | Juegos Paralímpicos      | Juegos Paralímpicos | Juegos Paralímpicos       |
| Año                 | Lugar                    | Medalla             | Prueba                    |
| ------------------- | ------------------------ | ------------------- | ------------------------- |
| 1996                | Atlanta (Estados Unidos) | Medalla de oro      | 50 m libre S4             |
| 1996                | Atlanta (Estados Unidos) | Medalla de oro      | 100 m libre S4            |
| 1996                | Atlanta (Estados Unidos) | Medalla de oro      | 200 m libre S4            |
| 1996                | Atlanta (Estados Unidos) | Medalla de plata    | 4 × 50 m libre S1-6       |
| 2000                | Sídney (Australia)       | Medalla de oro      | 50 m libre S4             |
| 2000                | Sídney (Australia)       | Medalla de oro      | 100 m libre S4            |
| 2000                | Sídney (Australia)       | Medalla de oro      | 200 m libre S4            |
| 2000                | Sídney (Australia)       | Medalla de oro      | 4 × 50 m libre (20 ptos.) |
| 2004                | Atenas (Grecia)          | Medalla de plata    | 200 m libre S4            |
| 2004                | Atenas (Grecia)          | Medalla de bronce   | 100 m libre S4            |
| 2008                | Pekín (China)            | Medalla de oro      | 200 m libre S4            |
| 2008                | Pekín (China)            | Medalla de plata    | 50 m libre S4             |
| 2008                | Pekín (China)            | Medalla de plata    | 100 m libre S4            |
| 2008                | Pekín (China)            | Medalla de plata    | 4 × 50 m libre (20 ptos.) |
| 2012                | Londres (Reino Unido)    | Medalla de plata    | 100 m libre S4            |
| 2012                | Londres (Reino Unido)    | Medalla de bronce   | 200 m libre S4            |

## Premios, reconocimientos y distinciones
- Medalla de Oro de la Real Orden del Mérito Deportivo, otorgada por el Consejo Superior de Deportes (2009)
- Ganador del Tambor de Oro de San Sebastián (2018)[8]